# Marunouchi Building
Le Marunouchi Building (丸の内ビルディング, 丸ビル) est un gratte-ciel construit à Tokyo en  2002  dans le quartier de Marunouchi. Il mesure 179 mètres de hauteur et comprend 25 ascenseurs.
L'architecte de l'immeuble est la société Mitsubishi Estate Co.
La surface de plancher de l'immeuble est de 159 908 m2.
En 2004 d'après le journal Mainichi le terrain sur lequel est bâti l'immeuble était le plus couteux du Japon avec un coût de 21 millions de yens par mètre carré, soit 200 000 $ par mètre carré.